# Kanton Le Grand-Quevilly
Kanton Le Grand-Quevilly (fr. Canton du Grand-Quevilly) je francouzský kanton v departementu Seine-Maritime v regionu Horní Normandie. Skládá se pouze z obce Le Grand-Quevilly.